# Circuito del Porto-Trofeo Arvedi
Le Circuito del Porto-Trofeo Arvedi est une course cycliste disputée à Crémone, dans la province de Crémone en Lombardie. Il est organisé par le Club ciclistico cremonese 1891. 

## Historique
Créé en 1967, le Circuito del Porto-Trofeo Arvedi était une épreuve amateurs jusqu'en 2004. Il fait partie de l'UCI Europe Tour depuis 2005, en catégorie 1.2. Il est par conséquent ouvert aux équipes continentales professionnelles italiennes, aux équipes continentales, à des équipes nationales et à des équipes régionales ou de clubs. Les UCI ProTeams (première division) ne peuvent pas participer.
L'édition 2020 est annulée en raison de la pandémie de coronavirus.

## Palmarès
| Année | Vainqueur             | Deuxième                | Troisième               |
| ----- | --------------------- | ----------------------- | ----------------------- |
| 1967  | Mauro Landini         | Angelo Cremonesi        | Mario Negri             |
| 1968  | Valerio Valenti       | Eugenio Benelli         | Valerio Mantovani       |
| 1969  | Andrea Ciatti         | Pierluigi Ferraroni     | Paolo Virminetti        |
| 1970  | Pietro Algeri         | Andrea Ciatti           | Gianfranco Foresti      |
| 1971  | Gianfranco Foresti    | Mario Tremolada         | Alfio Monfredini        |
| 1972  | Valerio Lualdi        | Aldo Parecchini         | Alessio Antonini        |
| 1973  | Alessandro Cardelli   | Ettore Rinaldi          | Maurizio Mantovani      |
| 1974  | Giuseppe Colombo      | Bruno Giacomino         | Franco Calvi            |
| 1975  | Roberto Ceruti        | Agostino Bertagnoli     | Fausto Scotti           |
| 1976  | Agostino Bertagnoli   | Giovanni Ferreni        | Domenico Perani         |
| 1977  | Mario Noris           | Maurizio Carrara        | Luigi Busacchini        |
| 1978  | Emanuele Seghezzi     | Emilio Bedendo          | Duilio Negri            |
| 1979  | Maurizio Piovani      | Silvestro Milani        | Maurizio Orlandi        |
| 1980  | Silvestro Milani      | Maurizio Piovani        | Emanuele Seghezzi       |
| 1981  | Luigi Ferreri         | Davide Pollio           | Antonio Leali           |
| 1982  | Dario Claudio Montani | Mauro Ricciutelli       | Gianfranco Zanovelli    |
| 1983  | Umberto Vigano        | Giambattista Zonca      | Adriano Baffi           |
| 1984  | Angelo Tosi           | Giambattista Bardelloni | Stefano Pedrinazzi      |
| 1985  | Ettore Badolato       | Gianni Bugno            | Ettore Manenti          |
| 1986  | Ercole Mores          | Giovanni Fidanza        | Stefano Breme           |
| 1987  | Alberto Destro        | Paolo Tabanelli         | Ettore Badolato         |
| 1988  | Luigi Tessaro         | Biagio Conte            | Enrico Pezzetti         |
| 1989  | Riccardo Tarlao       | Luigi Mauri             | Luigi Dessi             |
| 1990  | Angelo Tameni         | Aladino Vicentini       | Maurizio Tomi           |
| 1991  | Claudio Camin         | Marco Villa             | Michele Paletti         |
| 1992  | Nicola Minali         | Federico Colonna        | Maurizio Tomi           |
| 1993  | Federico Colonna      | Mario Traversoni        | Mauro Radaelli          |
| 1994  | Michele Zamboni       | Simone Zucchi           | Massimo Falgari         |
| 1995  | Alberto Destro        | Nicola Chesini          | Matteo Frutti           |
| 1996  | Enrico Bonetti        | Roberto Zoccarato       | Nicola Chesini          |
| 1997  | Cristian Bianchini    | Walter Castignola       | Nicola Chesini          |
| 1998  | Nicola Chesini        | Oleg Grishkine          | Vasyl Yakovlev          |
| 1999  | Alessandro Romio      | Cristian Gobbi          | Mauro Gerosa            |
| 2000  | Luciano Pagliarini    | Angelo Furlan           | Cristian Bianchini      |
| 2001  | Juri Alvisi           | Yuri Ivanov             | Allan Davis             |
| 2002  | Stefano Bonini        | Devid Garbelli          | Daniele Della Tommasina |
| 2003  | Yuri Ivanov           | Alessandro Ballan       | Ruslan Pidgornyy        |
| 2004  | Mattia Gavazzi        | Danilo Napolitano       | Paride Grillo           |
| 2005  | Maximiliano Richeze   | Honorio Machado         | Marco Frapporti         |
| 2006  | Manolo Zanella        | Marco Cattaneo          | Konstantin Volik        |
| 2007  | Jacopo Guarnieri      | Davide Tortella         | Edoardo Costanzi        |
| 2008  | Michele Nodari        | Marcello Franzini       | Samuele Marzoli         |
| 2009  | Filippo Baggio        | Edoardo Costanzi        | Andrea Guardini         |
| 2010  | Marco Amicabile       | Rafael Andriato         | Ruslan Karimov          |
| 2011  | Cristian Rossi        | Christian Delle Stelle  | Eduardo Costanzi        |
| 2012  | Paolo Simion          | Nicola Ruffoni          | Davide Martinelli       |
| 2013  | Paolo Simion          | Liam Bertazzo           | Davide Martinelli       |
| 2014  | Jakub Mareczko        | Rino Gasparrini         | Nicolas Marini          |
| 2015  | Riccardo Minali       | Luca Pacioni            | Matteo Malucelli        |
| 2016  | Marco Maronese        | Riccardo Minali         | Simone Consonni         |
| 2017  | Imerio Cima           | Giovanni Lonardi        | Michael Bresciani       |
| 2018  | Giovanni Lonardi      | Moreno Marchetti        | Ahmed Amine Galdoune    |
| 2019  | Luca Mozzato          | Nicolás Gómez           | Yuri Colonna            |
| 2020  | annulé                | annulé                  | annulé                  |
| 2021  | Gleb Syritsa          | Nicolás Gómez           | Giovanni Lonardi        |
| 2022  | Davide Persico        | Mattia Pinazzi          | Matteo Fiaschi          |
| 2023  | Mattia Pinazzi        | Davide Persico          | Nicolas Dalla Valle     |
| 2024  | Jakub Mareczko        | Simone Buda             | Alessio Portello        |
| 2025  | Žak Eržen             | Christian Fantini       | Lorenzo Cataldo         |